# Brenno Ambrosini
Brenno Ambrosini (* 1967 in Venedig) ist ein italienischer Pianist und Musikpädagoge.
Ambrosini studierte Klavier bei M. I. Biagi (in Venedig und Florenz) und Roberto Cappello in Parma sowie Orgel, Geige und Komposition bei Ugo Amendola. Nach dem Abschluss cum laude vervollkommnete er seine Ausbildung in der Meisterklasse von Gerhard Oppitz in München, bei Mercés de Silva-Telles in Paris (1989) und ab 1990  bei Joaquín Soriano am Real Conservatorio Superior de Música in Madrid.
Er gewann preise bei mehreren internationalen Klavierwettbewerben und trat als Solist mit verschiedenen Kammermusikensembles und Orchestern (u. a. Scottish Chamber Orchestra, Orquesta de la Radiotelevisión Española, New Philharmonia of Japan, Camerata Sankt Peterburg, Concertgebouw-Orchester Amsterdam, Royal Philharmonic Orchestra) auf. 1990 gründete er ein Duo mit dem russischen Geiger Mark Lubotsky, 1994 ein weiteres Duo mit dem Pianisten David Kuyken. Außerdem arbeitete er häufiger mit Musikern wie Jean-Pierre Rampal, Ilya Grubert, Alexander Ostrowski und Michael Thomas zusammen. Auf CD nahm er u. a. Kompositionen von Niels Wilhelm Gade und Peter Heise (1992) und Francisco Llacer-Plà (1996), Sonaten von Alfredo Piatti für Cello und Klavier und das Klavierquintett von Joaquín Turina (1997) auf. Für die NHK produzierte er mit seinem Lehrer Gerhard Oppitz vier Sendungen über die Interpretation von Werken Beethovens.
Mehrere zeitgenössische Komponisten, darunter Haig Vartan, Viktor Suslin, Reinhard David Flender, Francisco Llacer-Pla und Carlos Cruz De Castro, komponierten Werke für Ambrosini. 1999 spielt er in Sankt Petersburg das Klavierkonzert von Robert Gerhard, 2004 in Belgrad Alfred Schnittkes Klavierkonzert. Er gab Klavierkurse in Spanien, Italien, Deutschland und Polen, war Professor für Klavier an der Musikhochschule in Castellón, Juror bei verschiedenen Klavierwettbewerben und Vorsitzender des Internationalen Kompositions-Wettbewerb Bell’Arte Europa. Seit 2012 hat er eine Professur für Klavier am Konservatorium Amsterdam inne.